# Saint-André-d'Huiriat

Saint-André-d'Huiriat este o comună în departamentul Ain din estul Franței.